# Internazionali Femminili di Palermo 2013
Gli Internazionali Femminili di Palermo 2013 (conosciuti anche come Snai Open) sono stati un torneo femminile di tennis giocato sulla terra rossa. È stata la 26ª edizione degli Internazionali Femminili di Palermo, che fa parte della categoria International nell'ambito del WTA Tour 2013. Si sono giocati a Palermo, in Italia, dal 6 al 14 luglio 2013.

## Partecipanti

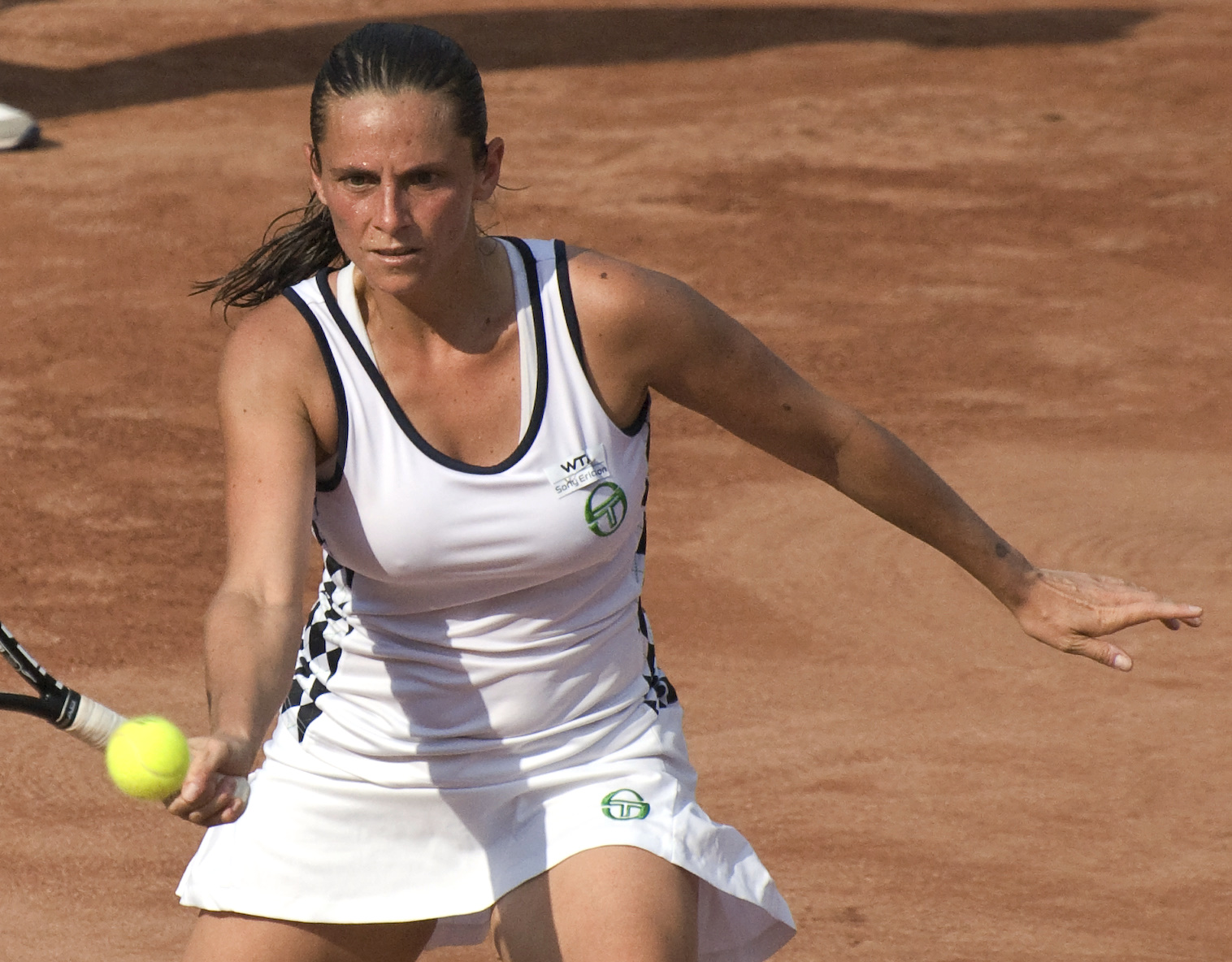
Roberta Vinci

### Teste di serie
| Nazionalità | Giocatrice             | Ranking* | Testa di serie |
| ----------- | ---------------------- | -------- | -------------- |
| Italia      | Sara Errani            | 5        | 1              |
| Italia      | Roberta Vinci          | 11       | 2              |
| Francia     | Kristina Mladenovic    | 37       | 3              |
| Rep. Ceca   | Klára Zakopalová       | 43       | 4              |
| Spagna      | Lourdes Domínguez Lino | 53       | 5              |
| Romania     | Irina-Camelia Begu     | 61       | 6              |
| Spagna      | Sílvia Soler Espinosa  | 74       | 7              |
| Rep. Ceca   | Karolína Plíšková      | 77       | 8              |

- Ranking al 24 giugno 2013.

### Altre partecipanti
Giocatrici che hanno ricevuto una Wild card:
- Sara Errani
- Corinna Dentoni
- Alice Matteucci

Giocatrici passate dalle qualificazioni:

- Kristina Barrois
- Alexandra Dulgheru
- Giulia Gatto-Monticone
- Maria João Koehler

## Campionesse

### Singolare
Roberta Vinci ha battuto in finale  Sara Errani con il punteggio di 6-3,3-6, 6-3
- È il nono titolo in carriera per Roberta Vinci, il secondo del 2013.

### Doppio
Kristina Mladenovic /  Katarzyna Piter hanno sconfitto in finale  Karolína Plíšková /  Kristýna Plíšková per 6-1, 5-7, [10-8].